# Alice in Hell
Alice in Hell és el primer àlbum d'estudi del grup de thrash metal canadenc Annihilator, publicat l'any 1989.
Tot i que Annihilator es va formar l'any 1984, no va ser fins després de tres demos gravades quan el grup va començar a treballar en el primer àlbum d'estudi. L'any 1988 el guitarrista i fundador del grup Jeff Waters, juntament amb el bateria Ray Hartmann, van començar a gravar l'àlbum en un petit estudi de gravació local a Vancouver. Tot i no tenir cantant, els dos van gravar les altres pistes mentre buscaven el nou cantant del grup. Quan la majoria de l'àlbum ja va estar gravat (Waters va tocar les dues guitarres i el baix), el grup va contractar el baixista Randy Rampage com a cantant. Tot i això, altres cantant també van participar en l'àlbum realitzant petites aparicions. Algunes de les cançons del disc van ser coescrites pel primer cantant del grup, John Bates. Waters va declarar que sense John Bates l'àlbum Alice in Hell no existiria.
El títol de l'àlbum és una paròdia del llibre Alícia al país de les meravelles, de l'escriptor anglès Lewis Carroll.
L'àlbum ha esdevingut un àlbum clàssic dins del thrash metal i juntament amb el següent àlbum d'Annihilator, Never, Neverland, són considerats els dos millors treballs del grup canadenc.

## Cançons
1. "Crystal Ann" (Waters) – 1:40
2. "Alison Hell" (Bates, Waters) – 5:00
3. "W.T.Y.D." (Bates, Waters) – 3:56
4. "Wicked Mystic" (Waters, Weil) – 3:38
5. "Burns Like a Buzzsaw Blade" (Bates, Waters, Weil) – 3:33
6. "Word Salad" (Waters) – 5:49
7. "Schizos (Are Never Alone), Pts. 1 & 2" (Waters) – 4:32
8. "Ligeia" (Waters) – 4:47
9. "Human Insecticide" (Bates, Waters) – 4:50
10. "Powerdrain (Versió demo)" (Waters) – 2:49 *
11. "Schizos (Are Never Alone), Pts. 1 & 2 (Versió demo)" (Waters) – 4:18 *
12. "Ligeia (Versió demo)" (Waters) – 4:56 *

* = Aquestes cançons són les demos que Annihilator va gravar durant el procés de gravació i que van ser publicades en la reedició de 1998.
L'àlbum va ser reeditat dues vegades. La primera va ser l'any 1998 amb les tres demos i l'any 2003 en una compilació de dos discos juntament amb el segon àlbum d'Annihilator, Never, Neverland.

## Crèdits
- Jeff Waters – Baixista, Guitarrista (solista, rítmica i clàssica), veus secundàries, productor, mesclador, idea original de la portada i compositor
- Randy Rampage – Veus
- Dennis Dubeau – Veus secundàries
- Anthony Brian Greenham – Guitarista
- Wayne Darley – Baixista, Veus secundàres
- Ray Hartmann – Bateria
- Paul Blake – Enginyer
- Frank Donofrio – Enginyer
- Victor Dezso – Fotografia
- Chris Gehringer – Remasterització
- Satoshi Kobayashi – Redisseny
- Len Rooney – Logo, Disseny
- Jeff Kitts
- Marie Nishimori